# Bát quan trai giới
Bát quan trai giới (tiếng Phạn: Aṣṭāṇga-śīla hoặc là Aṣṭā-sīla; tiếng Pali: Aṭṭhaṅga-sīla hay là Aṭṭha-sīla; tiếng Trung: 八關齋戒; bính âm: Baguan zhai jie) hay còn gọi là Bát quan trai (Eight precepts; tiếng Trung: 八關齋; bính âm: Baguan jie) là danh sách các giới luật đạo đức Phật giáo được ni cô, hay Upāsaka (Thiện nam tín nữ) và Upasikās (Phật tử tại gia, cư sĩ) tuân thủ vào ngày Uposatha (ngày trai giới) và những dịp có ý nghĩa. Tu tập trai giới được coi là hỗ trợ cho thực hành thiền, và thường được tuân thủ khi ở trong các tu viện và đền chùa. Nghi thức này bao gồm các giới luật đạo đức như không giết hại bất kỳ sinh vật nào (bất hại), nhưng cũng có những giới luật cặn kẽ hơn, như kiêng các trò tiêu khiển. Truyền thống giữ giới luật vào những ngày lễ hàng tuần vẫn được thực hành rộng rãi ở tất cả các quốc gia và cộng đồng Phật giáo Tiểu thừa Theravada trên toàn thế giới. Dựa trên các thực hành sāmaṇa trước Phật giáo, tám giới luật thường được duy trì vào những ngày lễ Uposatha của Phật giáo (Upavasatha, poṣadha, pauṣadha) và trong bối cảnh như vậy được gọi là phát nguyện trai giới. Ở một số thời kỳ và địa điểm, giới luật được tuân thủ rộng rãi, chẳng hạn như ở Trung Quốc vào thế kỷ thứ VII đến thế xử thứ X đã ban lệnh cho các quan lại triều đình phải giữ giới. 

## Tổng quan
Bát quan trai giới là tám cửa trai giới, bao gồm: Không giết hại (bất hại), không trộm cướp (phi đạo tặc), không dâm dục, không nói dối, nói hai lời (khẩu nghiệp), không uống rượu, không ca vũ chưng diện (không ham mê xem ca nhạc, múa hát và trang điểm), không nằm giường cao rộng lớn và không ăn phi thời ("bất thực phi thời": không ăn uống vào những lúc không thích hợp). Năm giới đầu tiên trong tám giới tương tự như năm giới, tức là không sát sinh, không trộm cắp, không nói lời hư dối, không uống rượu nhưng giới luật thứ ba là Brahmacharya (kiêng sinh hoạt tình dục) thay vì không tà giâm. Ba giới cuối cùng là kiêng ăn vào giờ không thích hợp (sau buổi trưa), kiêng các hình thức giải trí như khiêu vũ, ca hát, âm nhạc, xem chương trình biểu diễn, cũng như kiêng đeo vòng hoa, nước hoa, mỹ phẩm và đồ trang sức cá nhân, và kiêng ngồi ghế và nằm nghỉ trên giường xa hoa. Tu tập Bát quan trai là thực hành hạnh xuất gia trong một ngày một đêm. Bát quan trai giới còn có nghĩa là Cận trú giới, Cộng trú giới, Thiện túc giới, Bát giới và Trai giới. Tám giới này lấy trai làm bản thể là lấy sự thanh tịnh làm bản chất của giới, còn chữ "trai" nghĩa là cửa ải của giới, do đó thọ trì tám giới này mà vượt qua cửa ải của trai thì giới thể đã bị phá vỡ, mục đích hướng tới thanh tịnh và giải thoát của ngày tu tập Bát quan trai không còn. Trong ngày tu tập Bát quan trai giới người đệ tử Phật phát tâm thọ trì tám giới, nổ lực nhiếp tâm bằng cách niệm Phật, niệm Pháp, niệm Tăng, niệm Giới, niệm Thí và niệm Thiên. Nhân vật Trư Bát Giới (còn gọi là Bát giới) được đặt theo ngụ ý của Bát quan trai giới.